# 马尼亚 (热尔省)
马尼亚（法語：Magnas）是法国热尔省的一个市镇，属于孔东区（Condom）圣克拉县（Saint-Clar）。该市镇总面积3.19平方公里，2009年时的人口为69人。

## 人口
马尼亚人口变化图示